# Ivy Mairi
Ivy Mairi (* 1988 auf Ward’s Island; eigentlich Ivy Mairi Farquhar-McDonnell) ist eine kanadische Sängerin und Songwriterin. Sie spielt Gitarre, Banjo und Piano.
Ihre prägendsten musikalischen Einflüsse sind traditioneller Folk und klassisches Singer-Songwriting und Country. Zu ihren größten Inspirationen zählen neben Neil Young, Van Morrison und Lauryn Hill auch die britische Folksängerin Shirley Collins.

## Biografie und künstlerischer Werdegang
Ivy Mairi wuchs auf Ward’s Island auf, einer kleinen Insel im Ontariosee bei Toronto.
Sie bekam als Kind Klavierunterricht, wechselte jedoch in der Mitte ihrer Teenagerjahre zur Gitarre. In dieser Zeit beschäftigte sie sich ausgiebig mit traditionellen Folksongs, deren Texte sie in dem populären Buch Rise Up Singing fand, das ihrer Mutter, der Buch- und Theaterautorin Kathleen McDonnell, gehörte. Da sie viele der dort versammelten Songs nicht kannte, begann sie zunächst, Melodien zu deren Texten zu entwickeln. Erst danach fing sie an ihre eigenen Texte zu verfassen und dazu die Musik zu schreiben. Zusammen mit ihrer Mutter Kathleen und ihrer Schwester Martha Farquhar-McDonnell tritt sie auch heute noch regelmäßig im Vokaltrio kith&kin auf, in deren Repertoire Folksongs, amerikanische Arbeiterlieder und Gospelsongs zu finden sind.
Ivy Mairi begann auf heimischen Wohltätigkeitsveranstaltungen aufzutreten und als Straßenmusikerin in Toronto zu singen, wobei sie vor allem Songs von Van Morrison und Cat Stevens interpretierte. Die Cellistin Anne Bourne, eine Nachbarin auf Ward’s Island, machte sie 2005 mit Michael Timmins von der kanadischen Band Cowboy Junkies bekannt, der fortan sowohl ihr Mentor als auch ihr Produzent wurde. Es entstanden zunächst erste, informelle Aufnahmen ihrer eigenen Songexperimente. Danach erschienen ihre ersten beiden Alben bei Timmins eigenem Label Latent Recordings.
Im Herbst 2007 ging Ivy Mairi nach Montreal, um an der dortigen McGill University einen Bachelor-of-Arts-Studiengang zu belegen. Danach zog es sie jedoch wieder zurück nach Toronto.

Bevor sie Konzerte mit ihrer eigenen Band spielte, tourte Ivy Mairi ausgiebig mit der kanadischen Indie-Rockband Bruce Peninsula.

## Alben

### Well You
Ihre Erstveröffentlichung Well You erschien im Juni 2007 und wurde als ein weitgehend spontan-experimentelles Album eingespielt. „I wasn’t able to think about arrangements at the time“, sagt Ivy Mairi selbst über die Aufnahmen. Bei der Komposition ihrer Songs folgte Ivy Mairi keinem vorgefassten Stil oder Genre: „There've been times where I've sat down and tried to write something in a certain style. But those songs end up being the ones that I don't want to play.“ In der Mehrzahl enthält Well You Songs mit einfacher Gitarrenbegleitung, zu der eine Anzahl Gastmusiker in wechselnder Besetzung weitere Arrangements beisteuern, die aber nur selten Bandstärke erreichen. Produzent Timmins wollte gerade Mairis unverstellte Spontaneität erhalten: „I didn’t want to lose that thing of her sitting on her bed singing to you.“ Zum Abschluss des Albums kulminiert diese Idee in Good News, einer mehr als siebenminütigen improvisierten, melancholischen Gesangsnummer mit eher beiläufiger Klavierbegleitung, aufgenommen wie mit einem alten Kassettenrekorder und häuslichen Hintergrundgeräuschen.

### No Talker
No Talker (2012) ist sowohl kompakter arrangiert und produziert als auch stilistisch breiter gefächert. Ivy Mairis eigene Band, inzwischen schon einige Monate beisammen, spielte das komplette Album ein, ergänzt durch nur noch wenige Gastmusiker. Verstärkt eingesetzt werden E-Gitarren, E-Bass und Schlagzeug. Kenyatta, Just Go und das Titelstück No Talker enthalten dynamische Rockelemente. Something of Love oder Passing Cars sind dagegen melodiöse und eingängige Folksongs mit Countryeinflüssen, Scar eine flotte Country&Western/Rockabilly-Nummer. Wintry City und Bruise erinnern mit ihrer Wehmut und sparsamen Instrumentierung wiederum sehr an das Vorgängeralbum.

### Nonbeliever
Ihr neuestes Album Nonbeliever (2014) spielte sie fast vollständig in Eigenregie zusammen mit ihrem langjährigen musikalischen Partner Matthew Bailey ein, der auch schon auf No Talker zu hören war und hier zudem als Produzent auftritt. Einige Songs entstanden noch während ihrer Studienzeit in Montreal. Stilistisch ist Nonbeliever im Vergleich zu No Talker wieder eine Neuorientierung. Die Arrangements – in Ansätzen schon in Please Let Me Get It oder The Cuckoo auf Well You zu hören – sind weit sparsamer, zuweilen gar minimalistisch, und reduzieren eingängige Melodik und Rhythmik zugunsten atmosphärischer Klänge, die stärker als zuvor von Ivy Mairis eigenwillig brüchiger Stimme dominiert werden. Die Grundstimmung des Albums ist insgesamt melancholischer. Mairi selbst beschreibt das Album als „moodier and weirder“. Das abschließende Titelstück Nonbeliever, ähnlich Good News auf dem ersten Album, hält im Stil einer Litanei über elf Minuten lang Zwiesprache zwischen Mairis meditativem, durch Hall verfremdetem Gesang und einer quasi monochromen Orgelbegleitung.

## Diskografie
Alben
- Well You (2007, Latent Recordings)
- No Talker (2012, Latent Recordings)
- Nonbeliever (2014, Bandcamp) nur als Download

Mit anderen Künstlern (Auswahl)
- kith&kin: Yet I Will Be Merry: Carols and Songs of the Season (2009, Latent Recordings)
- Bruce Peninsula: Open Flames (2011, Hand Drawn Dracula)
- Rene LaVice: All My Trials/Not Deep (2012, RAM Records) 12″ Maxi-Single
- Matthew Bailey: Tendrils (2013, Bandcamp) nur als Download
- Various Artists: The Kennedy Suite (2013, Latent Recordings)
- Various Artists: Dominionated: A Compendium of Classic Canadian Songs Covered by Contemporary Canadian Artists (2014, quickbeforeitmelts QBiM)